# Bernadetta Grabias
Bernadetta Grabias – polska śpiewaczka operowa, mezzosopran.
Solistka łódzkiego Teatru Wielkiego. Pedagog śpiewu w Katedrze Wokalistyki Wydziału Sztuk Scenicznych Akademii Muzycznej w Łodzi.
W dotychczasowej karierze wykreowała kilkadziesiąt głównych partii mezzosopranowych w operach kompozytorów włoskich: Donizettiego, Rossiniego, Verdiego, Pucciniego; francuskich: Bizeta, Offenbacha, Saint-Saënsa; austriackich i niemieckich: Mozarta, J. Straussa (s.), R. Straussa; a także słowiańskich: Moniuszki, Czajkowskiego, Prokofiewa; od barokowych począwszy, do współczesnych. Występowała również w operetkach i musicalach. W swoim dorobku estradowym ma wiele wykonań dzieł symfonicznych, oratoriów i kantat oraz obszerny zbiór pieśni lirycznych. Karierę sceniczną rozpoczynała od partii dla mezzosopranów koloraturowych (np. Izabella, Giovanna Seymour czy Rozyna), następnie jej repertuar obejmował role liryczne (Cherubin, Niklaus, Suzuki, Maddalena i in.), by w ostatnim czasie dojść do niższych, bardziej dramatycznych (jak: Hedwige, Dalila czy Eboli). Najczęściej oglądana: w roli Carmen, w której występuje regularnie począwszy od łódzkiej premiery w roku 2006; w roli Suzuki w Madame Butterfly, którą śpiewa nieprzerwanie od 2012 roku w Teatrze Wielkim w Łodzi i w Operze Narodowej w Warszawie; w roli Cześnikowej w Strasznym Dworze, którą zainaugurowała łódzką produkcję w 2014, a w poprzedniej inscenizacji, kilka lat wcześniej, debiutowała partią Jadwigi (rozdział: Rejestr występów / Partie operowe).

## Wykształcenie i działalność naukowo-dydaktyczna
Absolwentka Szkoły Muzycznej I stopnia we Wrocławiu (w klasie fortepianu) i Liceum Muzycznego w Rzeszowie (w klasie oboju). W 2004 roku ukończyła studia na Akademii Muzycznej w Łodzi w klasie śpiewu prof. Ziemowita Wojtczaka (dyplom z wyróżnieniem), a następnie studium dyrygenckie w tejże uczelni. Od 2011 roku jest tam wykładowcą i pedagogiem śpiewu w Katedrze Wokalistyki Wydziału Sztuk Scenicznych. W 2016 roku obroniła pracę doktorską. W 2021 uzyskała stopień doktora habilitowanego

## Kariera artystyczna
Od początku kariery związana z Teatrem Wielkim w Łodzi gdzie, jako studentka II roku, występowała w Dialogach Karmelitanek, a tuż przed odebraniem dyplomu w roku 2004, dołączyła do zespołu solistów. Za swój podwójny debiut; w roli Księżnej de Bouillon w Adrianie Lecouvreur, oraz w roli Mafio Orsiniego w Lukrecji Borgii, została uhonorowana nagrodą ZASP im. L. Schillera za Najlepszy Debiut 2004, jak relacjonował to Trubadur, „Debiutantka oczarowała mnie swym ciepłym, giętkim mezzosopranem od pierwszych dźwięków arii, a wydawało się, że im dalej – aż do świetnego brindisi – tym więcej jej śpiew zyskiwał”. W następnym roku debiutowała w roli Doralby w Impresariu w opałach oraz Olgi w operetce Wesoła wdówka, by ponownie założyć spodnie Mafio Orsiniego, tym razem na Festiwalu Opera St. Moritz, a za rok także podczas Festiwalu Operowego Riehen 2006 w Bazylei, o czym wspomniano na łamach Riehener Zeitung, „Mezzosopran Bernadetta Grabias jako Maffio Orsini zainspirowała mnie swoim ciepłym głosem i wspaniałą grą aktorską”.
W roku 2006 talent młodej śpiewaczki został doceniony obsadzeniem jej w aż pięciu nowych produkcjach Teatru Wielkiego w Łodzi, a więc: w tytułowej Carmen, kreacji o której marzyła podczas studiów i którą potem wykonywała wielokrotnie, w roli Panny Baggott w Małym Kominiarczyku, Alicji w Łucji z Lammermooru, Zofii w Halce i w końcu w roli Cherubina w Weselu Figara. Wcieliła się także po raz pierwszy w postać Jadwigi w Strasznym Dworze. Kolejny rok przyniósł dwa debiuty: rolę Berty w Cyruliku Sewilskim oraz Nicklausa w Opowieściach Hoffmanna, jak zauważył Dziennik Łódzki, „Doskonale z rolą i trudną wokalnie partią Nicklausa poradziła sobie Bernadetta Grabias, jak zawsze zachwycająca sceniczną swobodą i wdziękiem”.
W roku 2008 została laureatką III nagrody Międzynarodowego Konkursu Muzycznego im. Królowej Elżbiety Belgijskiej, odbywającego się co cztery lata w Teatrze Królewskim La Monnaie w Brukseli, gdzie jak zauważył Le Soir, wyróżniała się bogactwem głosu i siłą ekspresji dramatycznej. Debiutowała w roli Olgi w Eugeniuszu Onieginie oraz Izabelli we Włoszce w Algierze, wg Dziennika Łódzkiego, „Dźwięk piękny, szlachetne i stylowe brzmienie, lekkość, finezja ... słowem rewelacja”. Rok 2010 zakończyła rolą George Sand w Kochankach z klasztoru Valldemosa, współczesnej operze Marty Ptaszyńskiej, której światowa prapremiera właśnie miała miejsce w Łodzi, by następny rozpocząć debiutem w arcydziele angielskiego baroku, Dydonie i Eneaszu, wcielając się tam w postać Czarownicy. Następnie wróciwszy do włoskiego belcanta debiutowała podwójnie w roli Elżbiety w Marii Stuart w 2011, na deskach Teatru Wielkiego w Łodzi i w Operze Śląskiej w Bytomiu, będącej współproducentem przedstawienia, które recenzował Dziennik Teatralny, „w roli królowej Elżbiety Tudor wystąpiła urodziwa Bernadetta Grabias, dzielnie pokonując wirtuozowskie pasaże swojej wielkiej arii”.
W kolejnym roku debiutowała rolą Suzuki w Madame Butterfly, partią którą wykonywała potem dziesiątki razy, śpiewając ją nieprzerwanie sezon za sezonem, czy to w Teatrze Wielkim w Łodzi czy w Operze Narodowej w Warszawie. Wystąpiła też gościnnie w Operze Krakowskiej w roli Kompozytora w Ariadnie na Naksos. W 2013 dołączyła do swojego repertuaru rolę Feneny w najstarszej produkcji operowej Teatru Wielkiego w Łodzi – Nabucco, oraz rolę Giovanny Seymour w Annie Boleyn, „Miłą niespodzianką okazała się rewelacyjna kreacja młodej Bernadetty Grabias jako Giovanny, jej dźwięczny mezzosopran brzmiał nad podziw pięknie, gęsto rozsiane trudności techniczne pokonywała z imponującą swobodą, a stworzona przez nią postać ujmowała sugestywną naturalnością i siłą ekspresji”, komentowano na łamach Ruchu Muzycznego.
W roku 2014 miał miejsce jej debiut w nowej produkcji Cyrulika Sewilskiego (wcześniej rolę tę kreowała w Teatrze Wielkim w Poznaniu), co odnotował Dziennik Łódzki, „Premierowego wieczoru partię Rozyny śpiewała Bernadetta Grabias, która ujęła dojrzałą barwą mezzosopranu, perlistymi koloraturami i wolumenem brzmienia najwyższych nut”. W przedstawieniu tym zaprezentowała się także na XXI Bydgoskim Festiwalu Operowym, wg Expressu Bydgoskiego, „Śpiewająca partię Rozyny, filigranowa Bernadetta Grabias, to jeden z najpiękniejszych mezzosopranów na polskich scenach operowych”. Wcieliła się następnie w postać Cześnikowej w łódzkiej premierze Strasznego dworu w reżyserii Krystyny Jandy, jak relacjonowano, „Bawi również, i jednocześnie zachwyca, Cześnikowa w interpretacji Bernadetty Grabias. Jej szlachetny mezzosopran to uczta dla ucha, a swoista królewskość każdego gestu, w połączeniu z zachwycającą urodą solistki, właśnie na jej osobie skupiają całą uwagę”. Inscenizacja ta przyniosła Teatrowi Wielkiemu nagrodę Energia Kultury 2014 za najlepsze wydarzenie kulturalne w Łodzi oraz Złotą Maskę za najlepszy spektakl sezonu. W tym samym roku, autorski projekt muzyczny Bernadetty Grabias – „Amante perfido, amante amoroso” (miłość piękna i okrutna w operze), został zaprezentowany na Festiwalu Zamkowe Spotkania z Operą na Zamku Książ w Wałbrzychu.
Sceniczny rok 2015 to trzy kolejne debiuty: operetka Baron Cygański i rola Czipry, Wilhelm Tell i Hedwige, oraz Don Giovanni w którym zagrała Donnę Elvirę. Zaprezentowała również swój następny autorski projekt „Dróżki Pana Moniuszki…, czyli był sobie Dziad i Baba”, inscenizowany koncert, zrealizowany z pianistą Michałem Grabiasem oraz aktorem i reżyserem Mariuszem Siudzińskim. Spektakl ten, który zadebiutował podczas VI Letniego Festiwalu Muzycznego w Kutnie, był potem wystawiany na wielu polskich scenach.
W następnym roku otworzyła nową produkcję Eugeniusza Oniegina, „jej Olga zachwyca świeżością, naturalnością, filuternym uśmiechem i ciepłym wokalem”, relacjonowano. Wzięła także udział, tym razem w roli Cześnikowej w Strasznym dworze, w XXIII Bydgoskim Festiwalu Operowym.
Rok 2018 przyniósł trzy kreacje w nowych produkcjach Teatru Wielkiego w Łodzi: wystąpiła więc w przebraniu Księcia Orlofskiego w operetce Zemsta Nietoperza, w roli Eunice w polskiej prapremierze Tramwaju zwanego pożądaniem, oraz roli Maddaleny w Rigoletcie, a w roku 2019 w kolejnych: jako tytułowa bohaterka Samsona i Dalili, „Dalila czaruje! ... nie tylko urodą, ale również głosem. Bernadetta Grabias kolejny raz pokazała doskonały warsztat”, pisał Dziennik Teatralny, i ponownie jako Cześnikowa, tym razem w nowej odsłonie opery Moniuszki pod tytułem Niestraszny Straszny Dwór. Tę serię debiutów miała zakończyć rolą Dorothei Caccini w spektaklu Wiwat mamuśka.
W swojej niedługiej karierze wzięła udział w setkach przedstawień i dziesiątkach nowych produkcji, niejednokrotnie w kilku premierach rocznie, przy zazwyczaj napiętym kalendarzu wydarzeń bieżących, w tym licznych estradowych. W tym czasie Bernadetta Grabias stała się gwiazdą i twarzą Teatru Wielkiego w Łodzi.
Równocześnie współpracowała z wieloma innymi teatrami operowymi m.in.: Operą Śląską w Bytomiu (Elżbieta w Marii Stuart, 2011), Operą Krakowską (Kompozytor w Ariadnie na Naksos, 2012), Teatrem Wielkim w Poznaniu (Rozyna w Cyruliku Sewilskim, 2013) czy Operą Nova w Bydgoszczy (Cześnikowa w Strasznym dworze, 2016).
Współpracowała z Operą Narodową w Warszawie, gdzie w roku 2015 debiutowała partią Hedwige w Wilhelmie Tellu, a w następnym, szczególnie gorącym aplauzem przyjęto jej wykonanie partii Królowej Elżbiety w Marii Stuart. Doceniono tam także jej kreacje w inscenizacjach Mariusza Trelińskiego: w Umarłym Mieście (2017), „Bernadetta Grabias pewnie poradziła sobie z trudną tessiturą Brigitty, roli która wymaga kontraltu z sięgającym nieba szczytem”, w Madame Butterfly w roli Suzuki (2017, 2018), i w końcu w Ognistym aniele w roli Właścicielki hotelu (2018, 2020), w przedstawieniu tym zaprezentowała się również na Międzynarodowym Festiwalu Operowym w Aix-en-Provence (2018), „Pozostała część obsady była najbardziej imponująca ... szczególnie Bernadetta Grabias ze swoim mrocznym, soczystym kontraltem”, recenzował na żywo Operatraveller.
W marcu 2020 roku z powodu pandemii COVID-19 w całym kraju zamknięto instytucje kultury, w tym Teatr Wielki w Łodzi. Jednym z ostatnich przedstawień w którym zdążyła wystąpić była jubileuszowa, pięćdziesiąta inscenizacja Carmen. Pozostałe przedstawienia, w tym: Madame Butterfly, Aida, Nabucco i Dróżki Pana Moniuszki zostały odwołane. W tym czasie zespół łódzkiej opery odbywał próby do najnowszej produkcji Don Carlosa, w którym solistka miała debiutować w roli Księżniczki Eboli, jednak premiera została odłożona. Artystka włączyła się do społecznej akcji „Zostań w domu”, publikując w swoim kanale serwisu YouTube cykl pieśni Humoreski Stanisława Niewiadomskiego, nagranych z pianistką Joanną Hajn-Romanowicz. Sezon 2019/20 miała zakończyć rolą Suzuki w Teatrze Wielkim – Operze Narodowej jednak z ww. powodu wiosenne przedstawienia odwołano. Jesienią 2020 udała się do Brukseli, aby powrócić do roli Brigitty w Umarłym Mieście. Jej kreacja została bardzo dobrze przyjęta przez krytykę. Niestety serię przedstawień nieoczekiwanie przerwano. Nasilająca się pandemia spowodowała, że stolica Europy ponownie zamknęła się dla sztuki. Jeszcze gorszy los spotkał warszawską Madame Butterfly, mimo że rozpoczęto już próby, wszystkie jesienne przedstawienia zostały odwołane.
W 2021 debiutowała w roli Dinah w jednoaktówce Bernsteina Kłopoty na Thaiti, jak donosił Dziennik Łódzki, „W obsadzie premiery znakomicie zaprezentowała się Bernadetta Grabias, wydobywając dramatyzm muzyki Bernsteina, a jednocześnie pięknie „pieszcząc” jej romantyczne elementy. W doskonałej wokalnej interpretacji...”. Cały ten rok upłynął pod znakiem znacznego spowolnienia działalności inscenizacyjnej i produkcyjnej teatrów. Mniejszą niż zwykle aktywność sceniczną, przeniosła na pole dydaktyczne i naukowe, uzyskując na Akademii Muzycznej w Łodzi, stopień doktora habilitowanego. Wiosną 2022 roku, spragniona śpiewania, stanęła na deskach Teatru Wielkiego w Łodzi aby debiutować w belcantowym arcydziele Belliniego, Normie. „... Bernadetta Grabias, czyli Adalgisa, jest obdarzona głosem kremowo-śmietankowym, który doskonale wpasowuje się w tradycję obowiązkowych porównań do wykonań Normy z Marią Callas – na myśl przychodzi tu bowiem partnerująca jej na jednym z najsłynniejszych nagrań Christa Ludwig, której głos miał podobny posmak”, zauważył Dziennik Teatralny. Doczekała się także na łódzkiego Don Carlosa, którego wystawiono w wersji pół-scenicznej, gdzie wcieliła się w rolę Księżniczki Eboli.
Na początku 2023 roku wróciła do Brukseli aby debiutować w Onieginie w Teatrze Królewskim La Monaie, tym razem w roli Łariny.
Bernadetta Grabias była gościem licznych sal koncertowych i filharmonii. Wśród wykonywanych dzieł były m.in. Msza C-dur, Requiem d-moll i Msza c-moll – Mozarta, Requiem – Verdiego, Stabat Mater – Pergolesiego, VIII Symfonia – Pendereckiego, Stabat Mater – Rossiniego, Oratorium Iwan Groźny – Prokofiewa, V symfonia cis-moll – Mahlera, i wiele innych (rozdział: Repertuar / Symfonie, oratoria).

## Rejestr występów

### Partie operowe
((p) – premiera / (pp) – prapremiera)
| Kompozytor           | Rola                | Tytuł                                                                | Rok – Miejsce |
| -------------------- | ------------------- | -------------------------------------------------------------------- | --- |
| Gaetano Donizetti    | Elżbieta            | Maria Stuart                                                         | 2016 – Teatr Wielki – Opera Narodowa 2014 – Teatr Wielki w Łodzi 2013 – Teatr Wielki w Łodzi 2011 – Opera Śląska w Bytomiu(p) 2011 – Teatr Wielki w Łodzi(p) |
| Gaetano Donizetti    | Giovanna Seymour    | Anna Boleyn                                                          | 2015 – Teatr Wielki w Łodzi 2014 – Teatr Wielki w Łodzi 2013 – Teatr Wielki w Łodzi(p) |
| Gaetano Donizetti    | Alicja              | Łucja z Lammermooru                                                  | 2011 – Teatr Wielki w Łodzi 2009 – Teatr Wielki w Łodzi 2008 – Teatr Wielki w Łodzi 2007 – Teatr Wielki w Łodzi 2006 – Teatr Wielki w Łodzi(p) |
| Gaetano Donizetti    | Maffio Orsini       | Lukrezia Borgia                                                      | 2006 – Opernfestival Riehen w Bazylei 2006 – Teatr Wielki w Łodzi 2005 – Opernfestival Engadin w St. Moritz 2004 – Teatr Wielki w Łodzi(p) |
| Gaetano Donizetti    | Dorothea Caccini    | Wiwat mamuśka (Viva la mamma) (Teatralne obyczaje i nieobyczajności) | 2019 – Teatr Wielki w Łodzi(p) |
| Gioacchino Rossini   | Hedwige             | Wilhelm Tell                                                         | 2017 – Teatr Wielki – Opera Narodowa 2015 – Teatr Wielki – Opera Narodowa(p) |
| Gioacchino Rossini   | Rozyna              | Cyrulik Sewilski                                                     | 2015 – Teatr Wielki w Poznaniu 2014 – XXI Bydgoski Festiwal Operowy, Opera Nova 2014 – Teatr Wielki w Poznaniu 2014 – Teatr Wielki w Łodzi(p) 2013 – Teatr Wielki w Poznaniu |
| Gioacchino Rossini   | Izabella            | Włoszka w Algierze                                                   | 2008 – Teatr Wielki w Łodzi |
| Gioacchino Rossini   | Berta               | Cyrulik Sewilski                                                     | 2007 – Teatr Wielki w Łodzi(p) |
| Giuseppe Verdi       | Eboli               | Don Carlo                                                            | 2022 – Teatr Wielki w Łodzi 2021 – Teatr Wielki w Łodzi (odwołano z pow. pandemii COVID-19) (p) |
| Giuseppe Verdi       | Fenena              | Nabucco                                                              | 2021 – Teatr Wielki w Łodzi 2020 – Teatr Wielki w Łodzi (odwołano z pow. pandemii COVID-19) 2019 – Teatr Wielki w Łodzi 2018 – Teatr Wielki w Łodzi 2017 – Teatr Wielki w Łodzi 2016 – Teatr Wielki w Łodzi 2014 – Teatr Wielki w Łodzi 2013 – Teatr Wielki w Łodzi |
| Giuseppe Verdi       | Maddalena           | Rigoletto                                                            | 2019 – Teatr Wielki w Łodzi 2018 – Teatr Wielki w Łodzi |
| Giacomo Puccini      | Suzuki              | Madame Butterfly                                                     | 2020 – XXVI Międzynarodowy Festiwal im. K. Jamroz w Busku – Zdroju 2020 – Teatr Wielki – Opera Narodowa (odwołano z pow. pandemii COVID-19) 2020 – Teatr Wielki w Łodzi (odwołano z pow. pandemii COVID-19) 2019 – Teatr Wielki w Łodzi 2018 – Teatr Wielki – Opera Narodowa 2018 – Teatr Wielki w Łodzi 2017 – Teatr Wielki – Opera Narodowa 2017 – Teatr Wielki w Łodzi 2016 – Teatr Wielki w Łodzi 2015 – Teatr Wielki w Łodzi 2014 – Teatr Wielki w Łodzi 2013 – Teatr Wielki w Łodzi 2013 – Teatr Wielki w Łodzi na scenie Teatru im. S. Jaracza 2012 – Teatr Wielki w Łodzi na scenie Teatru im. S. Jaracza(p) |
| Francesco Cilea      | Księżna de Bouillon | Adriana Lecouvreur                                                   | 2005 – Teatr Wielki w Łodzi 2004 – Teatr Wielki w Łodzi |
| Georges Bizet        | Carmen              | Carmen                                                               | 2020 – Teatr Wielki w Łodzi 2019 – Teatr Wielki w Łodzi 2018 – Teatr Wielki w Łodzi 2017 – Teatr Wielki w Łodzi 2016 – Teatr Wielki w Łodzi 2014 – Teatr Wielki w Łodzi 2013 – Teatr Wielki w Łodzi 2011 – Teatr Wielki w Łodzi 2010 – Teatr Wielki w Łodzi 2008 – Teatr Wielki w Łodzi 2007 – Teatr Wielki w Łodzi 2006 – Teatr Wielki w Łodzi |
| Camille Saint-Saëns  | Dalila              | Samson i Dalila                                                      | 2020 – Teatr Wielki w Łodzi 2019 – Teatr Wielki w Łodzi(p) |
| Jacques Offenbach    | Niklaus             | Opowieści Hoffmanna                                                  | 2009 – Teatr Wielki w Łodzi 2008 – Teatr Wielki w Łodzi 2007 – Teatr Wielki w Łodzi(p) |
| Stanisław Moniuszko  | Cześnikowa          | (Niestraszny) straszny dwór                                          | 2020 – Teatr Wielki w Łodzi 2019 – Teatr Wielki w Łodzi(p) |
| Stanisław Moniuszko  | Cześnikowa          | Straszny dwór                                                        | 2019 – Teatr Wielki w Łodzi 2018 – Teatr Wielki w Łodzi 2017 – Teatr Wielki w Łodzi 2016 – Teatr Wielki w Łodzi 2016 – XXIII Bydgoski Festiwal Operowy, Opera Nova 2015 – Teatr Wielki w Łodzi 2014 – Teatr Wielki w Łodzi(p) |
| Stanisław Moniuszko  | Jadwiga             | Straszny dwór                                                        | 2010 – Teatr Wielki w Łodzi 2009 – Teatr Wielki w Łodzi 2008 – Teatr Wielki w Łodzi 2007 – Teatr Wielki w Łodzi 2006 – Teatr Wielki w Łodzi |
| Stanisław Moniuszko  | Zofia               | Halka                                                                | 2008 – Teatr Wielki w Łodzi 2006 – Teatr Wielki w Łodzi(p) |
| Piotr Czajkowski     | Łarina              | Eugeniusz Oniegin                                                    | 2023 – Teatr Królewski La Monnaie w Brukseli |
| Piotr Czajkowski     | Olga                | Eugeniusz Oniegin                                                    | 2019 – Teatr Wielki w Łodzi 2018 – Teatr Wielki w Łodzi 2017 – Teatr Wielki w Łodzi 2016 – Teatr Wielki w Łodzi(p) 2009 – Teatr Wielki w Łodzi 2008 – Teatr Wielki w Łodzi |
| Siergiej Prokofjew   | Właścicielka hotelu | Ognisty Anioł                                                        | 2020 – Teatr Wielki – Opera Narodowa 2018 – Aix-en-Provence Festival 2018 – Teatr Wielki – Opera Narodowa(p) |
| Johann Strauss (syn) | Czipra              | Baron Cygański (operetka)                                            | 2020 – Opera i Filharmonia Podlaska w Białymstoku 2020 – Teatr Wielki w Łodzi 2019 – Teatr Wielki w Łodzi 2018 – Teatr Wielki w Łodzi 2017 – Opera Krakowska 2016 – Teatr Wielki w Łodzi 2015 – Teatr Wielki w Łodzi(p) |
| Johann Strauss (syn) | Książę Orlofsky     | Zemsta Nietoperza (operetka)                                         | 2020 – Teatr Wielki w Łodzi 2019 – Teatr Wielki w Łodzi 2018 – Teatr Wielki w Łodzi |
| W.A. Mozart          | Donna Elvira        | Don Giovanni                                                         | 2017 – Teatr Wielki w Łodzi 2016 – Teatr Wielki w Łodzi 2015 – Teatr Wielki w Łodzi |
| W.A. Mozart          | Druga dama          | Czarodziejski Flet                                                   | 2016 – Teatr Wielki w Łodzi 2014 – Teatr Wielki w Łodzi |
| W.A. Mozart          | Cherubin            | Wesele Figara                                                        | 2006 – Teatr Wielki w Łodzi |
| Richard Strauss      | Kompozytor          | Ariadna na Naksos                                                    | 2012 – Opera Krakowska(p) |
| Leonard Bernstein    | Dinah               | Kłopoty na Thaiti                                                    | 2021 – Teatr Wielki w Łodzi(p) |
| Erich W. Korngold    | Brigitta            | Umarłe Miasto                                                        | 2020 – Teatr Królewski La Monnaie w Brukseli 2017 – Centrum Spotkania Kultur w Lublinie 2017 – Teatr Wielki – Opera Narodowa(p) |
| André Previn         | Eunice Hubbel       | Tramwaj zwany pożądaniem                                             | 2018 – Teatr Wielki w Łodzi(pp) |
| Henry Purcell        | Czarownica          | Dydona I Eneasz                                                      | 2011 – Teatr Wielki w Łodzi(p) |
| Marta Ptaszyńska     | George Sand         | Kochankowie z klasztoru Valldemosa                                   | 2010 – Teatr Wielki w Łodzi |
| Benjamin Britten     | Panna Baggott       | Mały kominiarczyk                                                    | 2007 – Teatr Wielki w Łodzi 2006 – Teatr Wielki w Łodzi(p) |
| Franz Lehar          | Olga                | Wesoła wdówka (operetka)                                             | 2006 – Teatr Wielki w Łodzi 2005 – Teatr Wielki w Łodzi(p) |
| Domenico Cimarosa    | Doralba             | Impresario w opałach                                                 | 2005 – Teatr Wielki w Łodzi |
| Domenico Cimarosa    | Fidalma             | Il matrimonio segreto                                                | 2003 – Spektakl studentów Akademii Muzycznej w Łodzi |
| Francis Poulenc      | Matka Joanna        | Dialogi Karmelitanek                                                 | 2000 – Teatr Wielki w Łodzi(p) |

Imiona bohaterów i tytuły za książką „Tysiąc i jedna opera”, Piotra Kamińskiego.

### Symfonie, oratoria
| Kompozytor             | Tytuł                                                           | Orkiestra, chór, dyrygent                                                                         | Rok – miejsce |
| ---------------------- | --------------------------------------------------------------- | ------------------------------------------------------------------------------------------------- | --- |
| Giuseppe Verdi         | Messa da Requiem                                                | Orkiestra Filharmonii Gorzowskiej, Jacek Kraszewski                                               | 2019 – Narodowe Forum Muzyki we Wrocławiu                                                                        |
| Giuseppe Verdi         | Messa da Requiem                                                | Płocka Orkiestra Symfoniczna, H. Wierzchoń                                                        | 2006 – Bazylika Katedralna w Płocku                                                                              |
| Gustav Mahler          | V symfonia cis-moll                                             | Orkiestra Symfoniczna Filharmonii Łódzkiej, Tadeusz Kozłowski                                     | 2018 – Filharmonia Łódzka                                                                                        |
| Johannes Brahms        | Rapsodia na alt, chór i orkiestrę op. 53                        | Orkiestra Symfoniczna Filharmonii Łódzkiej, Tadeusz Kozłowski                                     | 2018 – Filharmonia Łódzka                                                                                        |
| Wolfgang A. Mozart     | Msza c-moll (KV 427) „Wielka”                                   | Orkiestra Symfoniczna Filharmonii Śląskiej, Chór Filharmonii Śląskiej, Mirosław Jacek Błaszczyk   | 2014 – Filharmonia Śląska                                                                                        |
| Wolfgang A. Mozart     | Msza c-moll (KV 427) „Wielka”                                   | Orkiestra Symfoniczna i Chór Akademii Muzycznej w Łodzi, Paul Esswood                             | 2012 – Filharmonia Łódzka 2012 – Kościół św. Mateusza w Łodzi                                                    |
| Wolfgang A. Mozart     | Msza c-moll (KV 427) „Wielka”                                   | Orkiestra i Chór Filharmonii Opolskiej, Bartosz Żurakowski                                        | 2012 – Katedra Opolska                                                                                           |
| Wolfgang A. Mozart     | Requiem d-moll (KV 626)                                         | Orkiestra Symfoniczna Filharmonii Podkarpackiej, Mirosław Jacek Błaszczyk                         | 2011 – Filharmonia Podkarpacka w Rzeszowie                                                                       |
| Wolfgang A. Mozart     | Requiem d-moll (KV 626)                                         | Chór i Orkiestra Filharmonii Warmińsko – Mazurskiej, Janusz Przybylski                            | 2010 – Bazylika Katedralna im. Św. Jakuba w Olsztynie 2010 – Kościół Chrystusa Odkupiciela Człowieka w Olsztynie |
| Wolfgang A. Mozart     | Requiem d-moll (KV 626)                                         | Orkiestra Filharmonii Białostockiej, Israel Kibbutz Choir, L. A. Mróz                             | 2002 – Bazylika Katedralna w Białymstoku                                                                         |
| Wolfgang A. Mozart     | Msza C-dur (KV 317) „Koronacyjna”                               | Łomżyńska Orkiestra Kameralna, Jan Miłosz Zarzycki                                                | 2008 – Katedra św. Michała Archanioła w Łomży 2008 – Katedra św. Floriana w Warszawie                            |
| Wolfgang A. Mozart     | Msza C-dur (KV 317) „Koronacyjna”                               | Orkiestra Kameralna „Polish Camerata”, Marek Głowacki                                             | 2006 – Kościół ewangelicko-augsburski świętych Piotra i Pawła w Pabianicach                                      |
| Johann Sebastian Bach  | Pasja według św. Mateusza (BWV 244) Weihnachts-Oratorium        | Orkiestra Symfoniczna i Chór Akademii Muzycznej w Łodzi, Paul Esswood                             | 2012 – Filharmonia Łódzka                                                                                        |
| Gioacchino Rossini     | Stabat Mater                                                    | Orkiestra Teatru Wielkiego w Łodzi, Eraldo Salmieri                                               | 2012 – Kościół św. Mateusza w Łodzi                                                                              |
| Giovanni B. Pergolesi  | Stabat Mater                                                    | Orkiestra Teatru Wielkiego w Łodzi, Eraldo Salmieri                                               | 2012 – Kościół św. Mateusza w Łodzi                                                                              |
| Giovanni B. Pergolesi  | Stabat Mater                                                    | Łomżyńska Orkiestra Kameralna, Jan Miłosz Zarzycki                                                | 2008 – Sala koncertowa Łomżyńskiej Orkiestry Kameralnej                                                          |
| Krzysztof Penderecki   | VIII Symfonia „Lieder der Vergänglichkeit” (pieśni przemijania) | Orkiestra i Chór Filharmonii Krakowskiej, Paweł Przytocki                                         | 2010 – Filharmonia Krakowska                                                                                     |
| Siergiej Prokofiew     | Aleksander Newski (Александр Невский), Op. 78                   | Orkiestra Symfoniczna Filharmonii Śląskiej, Mirosław Jacek Błaszczyk                              | 2015 – Filharmonia Śląska                                                                                        |
| Siergiej Prokofiew     | Iwan Groźny (Иван Грозный), Op. 116                             | Orkiestra Symfoniczna Filharmonii Narodowej, Adrian Leaper                                        | 2010 – Filharmonia Narodowa w Warszawie                                                                          |
| Georg Friedrich Händel | Mesjasz (oratorium) (HWV 56)                                    | Orkiestra Polish Camerata, Zespół wokalny All Antico, Marek Głowacki                              | 2010 – Diecezjalne Sanktuarium Bożego Miłosierdzia w Ostrowcu Świętokrzyskim                                     |
| Ludwig van Beethoven   | IX Symfonia d-moll op. 125                                      | Orkiestra i Chór Teatru Wielkiego w Łodzi, John Neal Axelrod                                      | 2008 – Teatr Wielki w Łodzi                                                                                      |
| Paweł Łukaszewski      | Et Expecto Resurrectionem Mortuorum                             | Chór i Orkiestra Opery i Filharmonii Podlaskiej, Piotr Borkowski                                  | 2008 – Opera i Filharmonia Podlaska w Białymstoku                                                                |
| Ferenc Liszt           | Via Crucis                                                      | Robert Gawroński i Cezary Sanecki – fortepian, Jasnogórski Zespół Wokalny, Przemysław Jeziorowski | 2004 – Kościół seminaryjny w Częstochowie                                                                        |

### Gale i koncerty z orkiestrą
| Wydarzenie                                                                                                 | Orkiestra, chór, dyrygent                                                                                     | Rok, Miejsce                                                    |
| --- | --- | --------------------------------------------------------------- |
| Województwo Łódzkie w hołdzie św. Janowi Pawłowi II, koncert                                               | Chór i Orkiestra Teatru Wielkiego w Łodzi, Michał Kocimski                                                    | 2020 – Klasztor O.O. Bernardynów w Warcie                       |
| Operowe Fajerwerki w Teatrze Wielkim (gala sylwestrowa i seria koncertów karnawałowych)                    | Chór, Balet, Orkiestra Teatru Wielkiego w Łodzi, Marta Kosielska, Michał Kocimski                             | 2019/2020 – Teatr Wielki w Łodzi                                |
| Być jak Moniuszko, koncert inaugurujący sezon 2019/2020                                                    | Chór, Balet, Orkiestra Teatru Wielkiego w Łodzi, Marta Kosielska, Tadeusz Kozłowski                           | 2019 – Teatr Wielki w Łodzi                                     |
| Koncert galowy Aleksander Teliga – 35 lat na scenie, Festiwal Viva il canto                                | Orkiestra Filharmonii im. L. Janáčka w Ostrawie,                                                              | 2019 – Teatr A. Mickiewicza w Cieszynie                         |
| Zapowiedzi sezonu, koncert                                                                                 | Orkiestra Teatru Wielkiego w Łodzi, Marta Kosielska, Michał Kocimski                                          | 2018 – Teatr Wielki w Łodzi                                     |
| Pod niebem Paryża, koncert                                                                                 | Orkiestra Sopot Classic Festival, T. Rajski.                                                                  | 2018 – Opera Leśna w Sopocie                                    |
| Koncert Noworoczny                                                                                         | Chór i Orkiestra Teatru Wielkiego w Łodzi, Tadeusz Kozłowski                                                  | 2018 – Teatr Wielki w Łodzi                                     |
| Koncert sylwestrowy Dzisiaj wielki bal w operze                                                            | Chór i Orkiestra Teatru Wielkiego w Łodzi, Tadeusz Kozłowski                                                  | 2017 – Teatr Wielki w Łodzi                                     |
| Be my love, koncert w ramach Festiwalu Viva il canto                                                       | Chór Uniwersytetu Śląskiego Harmonia, Orkiestra Filharmonii im. L. Janáčka w Ostrawie, Heiko Mathias Foerster | 2017 – Teatr A. Mickiewicza w Cieszynie                         |
| Operowe klejnoty, koncert pamięci Krystyny Jamroz, XX Międzynarodowy Festiwal Muzyczny im. Krystyny Jamroz | Orkiestra Symfoniczna Filharmonii Śląskiej, Mirosław Jacek Błaszczyk                                          | 2014 – Busko Zdrój                                              |
| Muzyczna Majówka, koncert                                                                                  | Orkiestra Filharmonii Kameralnej w Łomży, Jan Miłosz Zarzycki                                                 | 2014 – Filharmonia Kameralna im. Witolda Lutosławskiego w Łomży |
| Benefis Delfiny Ambroziak i Tadeusza Kopackiego, koncert                                                   | Orkiestra Teatru Wielkiego w Łodzi, Tadeusz Kozłowski                                                         | 2013 – Teatr Wielki w Łodzi                                     |
| Hiszpańskie fascynacje – widowisko operowo – baletowe (trzy koncerty)                                      | Balet i Orkiestra Teatru Wielkiego w Łodzi, Tadeusz Kozłowski                                                 | 2013 – Teatr im. S. Jaracza w Łodzi                             |
| Wielka Gala Operowa, koncert                                                                               | Orkiestra Teatru Wielkiego w Łodzi, Ruben Silva                                                               | 2012 – Filharmonia Łódzka                                       |
| Hiszpańskie fascynacje – widowisko operowo – baletowe (siedem koncertów)                                   | Balet i Orkiestra Teatru Wielkiego w Łodzi, Tadeusz Kozłowski                                                 | 2012 – Teatr im. S. Jaracza w Łodzi                             |
| Boginie a Królowe, arie i duety operowe, koncert                                                           | Orkiestra Filharmonii Podkarpackiej – Tomasz Tokarczyk                                                        | 2012 – Filharmonia Podkarpacka w Rzeszowie                      |
| Gala Operowa, koncert                                                                                      | Orkiestra Teatru Wielkiego w Łodzi, Ruben Silva                                                               | 2012 – Filharmonia Łódzka                                       |
| Hiszpańskie fascynacje – widowisko operowo – baletowe (trzy koncerty)                                      | Balet i Orkiestra Teatru Wielkiego w Łodzi, Tadeusz Kozłowski                                                 | 2012 – Teatr im. S. Jaracza w Łodzi                             |
| Gala Karnawałowa, koncert                                                                                  | Orkiestra Teatru Wielkiego w Łodzi, Ruben Silva                                                               | 2012 – Wytwórnia Filmów Fabularnych – Toya Sound w Łodzi        |
| Gwiazdy w noc Sylwestrową, koncert                                                                         | Orkiestra Teatru Wielkiego w Łodzi, Ruben Silva                                                               | 2011 – Teatr Wielki w Łodzi                                     |
| Gala Operowa, koncert (trzy koncerty)                                                                      | Orkiestra Teatru Wielkiego w Łodzi, Ruben Silva                                                               | 2011 – Teatr Wielki w Łodzi                                     |
| Gala Wokalna inaugurująca IX Festiwal Laureatów Konkursów Muzycznych                                       | Orkiestra Opery Nova, M. Figas                                                                                | 2011 – Opera Nova w Bydgoszczy                                  |
| Koncert z cyklu Femmes Maestros, G. Mahler, 5 pieśni                                                       | Orkiestra Kameralna I Musici Brucellensis, Zofia Wisłocka                                                     | 2010 – Wolny Uniwersytet w Brukseli                             |
| Koncert Destins paralleles, G. Mahler, 5 pieśni                                                            | Orkiestra Kameralna I Musici Brucellensis, Zofia Wisłocka                                                     | 2010 – Centre des Arts Pluriels Ed. Juncker w Luksemburgu       |
| Wieczór Sylwestrowy z muzyką, tańcem i niespodziankami, koncert                                            | Orkiestra Filharmonii Poznańskiej, Łukasz Borowicz                                                            | 2008 – Filharmonia Poznańska                                    |
| Recital z orkiestrą, arie francuskich i włoskich kompozytorów                                              | Orchestre national de Belgique, Julia Jones                                                                   | 2008 – Centrum Kulturalne De Warande w Turnhout                 |
| Recital z orkiestrą, arie francuskich i włoskich kompozytorów                                              | Orchestre national de Belgique, Julia Jones                                                                   | 2008 – Filharmonia w Namur                                      |
| Recital z orkiestrą, arie francuskich i włoskich kompozytorów                                              | Orchestre national de Belgique, Julia Jones                                                                   | 2008 – Teatr Miejski w Leuven                                   |
| Opera Narodowa na rzecz Domu Muzyka Seniora, koncert                                                       | Orkiestra Teatru Wielkiego – Opery Narodowej, W. Crutchfield, G. Chmura, K. Dębski                            | 2008 – Teatr Wielki – Opera Narodowa w Warszawie                |
| Gala otwarcia sezonu 2008/2009 Opery Narodowej                                                             | Orkiestra Teatru Wielkiego – Opery Narodowej, W. Crutchfield, M. Nowakowski, G. Chmura                        | 2008 – Teatr Wielki – Opera Narodowa w Warszawie                |
| Zapowiedzi sezonu, koncert                                                                                 | Orkiestra Teatru Wielkiego w Łodzi, K. Wiencek                                                                | 2008 – Teatr Wielki w Łodzi                                     |
| Koncert laureatów Konkursu Muzycznego Królowej Elżbiety 2008                                               | Orkiestra symfoniczna Vlaamse Opera, Stefan Klingele                                                          | 2008 – Vlaamse Opera w Gent                                     |
| Koncert laureatów Konkursu Muzycznego Królowej Elżbiety 2008                                               | Orkiestra symfoniczna Vlaamse Opera, Stefan Klingele                                                          | 2008 – Vlaamse Opera w Antwerpii                                |
| Koncert nadzwyczajny Zapowiedzi sezonu                                                                     | Orkiestra Teatru Wielkiego w Łodzi, T. Kozłowski, K. Wiencek                                                  | 2008 – Teatr Wielki w Łodzi                                     |
| Koncert laureatów Konkursu Muzycznego Królowej Elżbiety 2008                                               | Orkiestra Opery Royal de Wallonie, Guenter Neuhold                                                            | 2008 – Teatr Królewski w Mons                                   |
| Koncert laureatów Konkursu Muzycznego Królowej Elżbiety 2008                                               | Orkiestra Opery Royal de Wallonie, Guenter Neuhold                                                            | 2008 – Pałac Sztuk Pięknych w Brukseli                          |
| Koncert laureatów Konkursu Muzycznego Królowej Elżbiety 2008                                               | Orkiestra Opery Royal de Wallonie, Guenter Neuhold                                                            | 2008 – Sala Koncertowa Filharmonii w Liège                      |
| Galowy Koncert Jubileuszowy z okazji 40-lecia Teatru Wielkiego w Łodzi                                     | Orkiestra Teatru Wielkiego w Łodzi, W. Michniewski                                                            | 2007 – Teatr Wielki w Łodzi                                     |
| Koncert Ostatkowy                                                                                          | Łomżyńska Orkiestra Kameralna, J. M. Zarzycki                                                                 | 2006 – Sala Koncertowa ŁOK w Łomży                              |
| Wielka gala operowa – koncert sylwestrowy                                                                  | Łomżyńska Orkiestra Kameralna, J. Salwarowski                                                                 | 2005 – Sala widowiskowa Urzędu Podlaskiego w Łomży              |
| Gwiazda i jej goście, koncert                                                                              | Płocka Orkiestra Symfoniczna, J. M. Zarzycki                                                                  | 2005 – Sala koncertowa P.S.M. w Płocku                          |
| Galowy Koncert Noworoczny na Jubileusz 80-lecia Polskiego Radia                                            | Orkiestra Symfoniczna Polskiego Radia, K. Wiencek                                                             | 2005 – Studio Polskiego Radia S1 w Warszawie                    |
| Młodzi w Łodzi – Koncert dyplomantów Akademii Muzycznej w Łodzi                                            | Orkiestra Filharmonii Łódzkiej, M. Pijarowski                                                                 | 2004 – Filharmonia Łódzka                                       |

### Autorskie projekty muzyczne
| Tytuł                                                                       | Wykonawcy | Rok – miejsce |
| --------------------------------------------------------------------------- | --- | --- |
| Spektakl „Dróżki Pana Moniuszki…, czyli był sobie Dziad i Baba”             | Bernadetta Grabias – mezzosopran, Michał Grabias – fortepian, Mariusz Siudziński – aktor                      | 2020 – Teatr Wielki w Łodzi (odwołano z pow. pandemii COVID-19) 2019 – Filharmonia Świętokrzyska w Kielcach 2019 – ZSM nr 1 im. Karola Szymanowskiego w Rzeszowie 2019 – X Międzynarodowy Festiwal Muzyka Świata w Pabianicach 2019 – Centrum Kultury Wilanów w Warszawie 2019 – Centrum Kulturalno Kongresowe w Toruniu 2019 – Teatr Wielki w Łodzi 2016 – Gminny Ośrodek Kultury w Głogowie Małopolskim 2016 – Filharmonia Łódzka 2015 – Filharmonia Łódzka 2015 – Filharmonia Podkarpacka w Rzeszowie 2015 – VII Międzynarodowy Festiwal Muzyka Świata w Pabianicach 2015 – VI Letni Festiwal Muzyczny w Kutnie(p) |
| Koncert „Amante perfido, amante amoroso” (miłość piękna i okrutna w operze) | Bernadetta Grabias – mezzosopran, Tomasz Maleszewski – tenor, Jacek Jaskuła – baryton, Michał Rot – fortepian | 2014 – Festiwal Zamkowe Spotkania z Operą na Zamku Książ w Wałbrzychu |

### Koncerty kameralne i recitale
| Wydarzenie | Wykonawcy | Rok, Miejsce                                                               |
| --- | --- | -------------------------------------------------------------------------- |
| Sierpniowe Wieczory z Gwiazdami. Szlagiery Operowe, koncert Chóru i Solistów Teatru Wielkiego w Łodzi                                    | Taras Hlushko – fortepian, Chór i Soliści Teatru Wielkiego w Łodzi, Michał Kocimski – dyrygent | 2020 – Teatr Wielki w Łodzi                                                |
| Koncert pamięci Jana Karskiego | Bernadetta Grabias – mezzosopran, kwartetem smyczkowym Karski’s kwartet | 2019 – Sala koncertowa im. J.I. Paderewskiego Ambasady Polskiej w Brukseli |
| Light Move Festival 2019 | Soliści, Balet i Chór Teatru Wielkiego w Łodzi, Marcin Werner – fortepian, Maciej Salski – kierownik chóru i kierownictwo artystyczne | 2019 – Scena na placu Dąbrowskiego w Łodzi                                 |
| Śpiewajmy Moniuszkę, koncert | Bernadetta Grabias – mezzosopran, Michał Grabias – fortepian, uczniowie i pedagodzy ZSM nr 1 im. K. Szymanowskiego w Rzeszowie | 2019 – Sala kameralna Filharmonii Podkarpackiej w Rzeszowie                |
| Koncert Jubileuszowy z cyklu Muzyka na Politechnice                                                                                      | Bernadetta Grabias – mezzosopran, Aleksandra Nawe – fortepian, Stanisław Firlej – wiolonczela, Kinga Firlej – fortepian, Dorota Wójcik – sopran, Jolanta Gzella – mezzosopran, Ziemowit Wojtczak – baryton, Rafał Songan – baryton, Ewa Szpakowska – fortepian | 2017 – Aula Politechniki Łódzkiej                                          |
| Nie tylko opera – Muzyczne Odcienie Miłości, koncert                                                                                     | Bernadetta Grabias – mezzosopran, Mariusz Drzewicki – fortepian | 2017 – Teatr Wielki w Łodzi                                                |
| Koncert z cyklu Muzyka na Politechnice                                                                                                   | Bernadetta Grabias – mezzosopran, Ziemowit Wojtczak – baryton, Michał Rot – fortepian | 2016 – Sala lustrzana Politechniki Łódzkiej                                |
| Koncert z cyklu Muzyka na Politechnice, koncert z okazji Święta Edukacji Narodowej                                                       | Bernadetta Grabias – mezzosopran, Ziemowit Wojtczak – baryton, Michał Rot – fortepian | 2016 – Sala lustrzana Politechniki Łódzkiej                                |
| Koncert z pieśniami Stanisława Niewiadomskiego, XIII Festiwal Pieśni Kompozytorów Polskich                                               | Bernadetta Grabias – mezzosopran, Ziemowit Wojtczak – baryton, Joanna Hajn-Romanowicz – fortepian | 2016 – Muzeum Pałacu Króla Jana III w Wilanowie                            |
| Koncert laureatów VI Ogólnopolskiego Konkursu Wokalnego im. Barbary Kostrzewskiej w Rzeszowie                                            | (Występ gościnny jako członek jury konkursu) | 2015 – Sala koncertowa Wydziału Muzyki Uniwersytetu Rzeszowskiego          |
| Koncert promujący wydanie albumu Płyń pieśni moja (pieśni Stanisława Niewiadomskiego)                                                    | Bernadetta Grabias – mezzosopran, Ziemowit Wojtczak – baryton, Joanna Hajn-Romanowicz – fortepian | 2015 – Sala Kameralna Akademii Muzycznej w Łodzi                           |
| Koncert wiosenny, VI Letni Festiwal Muzyczny w Kutnie                                                                                    | Zespół Alla Vienna, Marta Niedźwiecka | 2015 – Kutno                                                               |
| Boginie a Królowe, recital | Bernadetta Grabias – mezzosopran, Karina Skrzeszwska – soran, Michał Rot – fortepian | 2014 – Zamek Książ w Wałbrzychu                                            |
| Koncert walentynkowy Pójdź za mną, w dłoni dłoń                                                                                          | Bernadetta Grabias – mezzosopran, Ziemowit Wojtczak – baryton, Aleksandra Nawe – fortepian | 2014 – Filharmonia Łódzka                                                  |
| Recital w ramach aukcji na rzecz Wielkiej Orkiestry Świątecznej Pomocy                                                                   | Bernadetta Grabias – mezzosopran, Ziemowit Wojtczak – baryton, Aleksandra Nawe – fortepian | 2014 – Duża Sala koncertowa Politechniki Łódzkiej                          |
| Pieśni Stanisława Niewiadomskiego, recital                                                                                               | Bernadetta Grabias – mezzosopran, Ziemowit Wojtczak – baryton, Joanna Hajn-Romanowicz – fortepian | 2013 – Pałac Bidermanna, sala kominkowa w Łodzi                            |
| Koncert sylwestrowy Pocałunki | Bernadetta Grabias, Agnieszka Makówka – mezzosoprany, aktorzy Teatru im. S. Jaracza, Tarasa Hlushko – fortepian, Michał Lenarciński – reżyser | 2012 – Teatr im. S. Jaracza w Łodzi                                        |
| Jubileuszowy Pięćsetny Koncert z okazji 20-lecia cyklu Muzyka na Politechnice                                                            | Soliści i instrumentaliści Teatru Wielkiego w Łodzi | 2012 – Duża Sala koncertowa Politechniki Łódzkiej                          |
| Koncert w ramach konferencji Kameralistyka fortepianowa polskich kompozytorów XIX i XX wieku – Pieśni Jaśkowa dola, S. Niewiadomskiego   | Bernadetta Grabias – mezzosopran, Ziemowit Wojtczak – baryton, Joanna Hajn-Romanowicz – fortepian | 2012 – Sala koncertowa Akademii Muzycznej w Łodzi                          |
| Muzyczny koncert z jesienną różą w ramach cyklu Wieczory Muzyczne                                                                        | Bernadetta Grabias – mezzosopran, Aleksandra Nawe – fortepian | 2012 – Sala lustrzana Politechniki Łódzkiej                                |
| Muzyczne powroty, koncert w ramach Festiwalu Kolory Polski, pieśni i arie                                                                | Bernadetta Grabias – mezzosopran, Agnieszka Sławińska – sopran, Tomasz Sławiński, Adam Tański – organy | 2011 – Klasztor Księży Salezjanów Lutomiersku                              |
| Koncert plenerowy, II Letni Festiwal Muzyczny – Kutno 2011                                                                               | Bernadetta Grabias – mezzosopran, Anna Jeremus-Lewandowska – sopran, Wiesław Bednarek – baryton, Krzysztof Marciniak – tenor, Adam Wojtasik – saksofon, Kwartet Alla Beve                                                                                      | 2011 – Muzeum Regionalne, Plac Piłsudskiego, Kutno                         |
| Recital w ramach cyklu Printemps musical de Silly (dwa koncerty)                                                                         | Bernadetta Grabias – mezzosopran, Eliane Reyes – fortepian | 2010 – Château d'Attre w Belgii                                            |
| Recital w ramach festiwalu La Folle Journée                                                                                              | Bernadetta Grabias – mezzosopran, Joanna Hajn-Romanowicz – fortepian | 2010 – Sala "Woyciechowski" Centrum kongresowego w Nantes we Francji       |
| Koncert Bożonarodzeniowy | Bernadetta Grabias – mezzosopran, Michał Grabias – fortepian | 2008 – Ambasada Rzeczypospolitej Polskiej w Brukseli                       |
| Wyjątkowość i Oryginalność kameralistyki fortepianowej kompozytorów rosyjskich XIX i XX wieku, P. Czajkowski – 7 Romansów op.47, koncert | Bernadetta Grabias – mezzosopran, Joanna Hajn-Romanowicz – fortepian | 2008 – Sala Koncertowa Akademii Muzycznej w Łodzi                          |
| Recital Arii i Pieśni | Bernadetta Grabias – mezzosopran, Michał Grabias – fortepian | 2008 – Sala lustrzana Politechniki w Łodzi                                 |
| Koncert arii i pieśni w ramach cyklu Wieczory Muzyczne                                                                                   | Bernadetta Grabias – mezzosopran, Michał Grabias – fortepian | 2008 – Sala lustrzana Politechniki w Łodzi                                 |
| Gala night, recital | Bernadetta Grabias – mezzosopran, Inge Spinette – fortepian | 2008 – Concert Noble w Brukseli                                            |
| Śpieszmy na spotkanie Wiosny, recital w ramach II Międzynarodowego Festiwalu Muzyczna Wiosna                                             | Bernadetta Grabias – mezzosopran, Aleksandra Nawe – fortepian | 2008 – Duża Sala Koncertowa Politechniki w Łodzi                           |
| Koncert w ramach festiwalu Kolory Polski, recital z pieśniami J. Bauera                                                                  | Bernadetta Grabias – mezzosopran, Michał Grabias – fortepian | 2007 – Parafia Wniebowzięcia NMP i św. Jakuba w Szadku                     |
| Koncert z okazji Dnia Niepodległości | Bernadetta Grabias – mezzosopran, Aleksandra Nawe – fortepian | 2006 – Sala Towarzystwa Śpiewaczego Lutnia w Zgierzu                       |
| Koncert z okazji Dnia Edukacji Narodowej                                                                                                 | Bernadetta Grabias – mezzosopran, Małgorzata Zajączkowska – fortepian | 2006 – Miejski Ośrodek Kultury w Siedlcach                                 |
| Koncert Muzyki Operowej i Operetkowej | Bernadetta Grabias – mezzosopran, Małgorzata Zajączkowska – fortepian | 2006 – Urząd Miasta w Kutnie                                               |
| Koncert Muzyki Sakralnej | Bernadetta Grabias – mezzosopran, Małgorzata Zajączkowska – fortepian | 2006 – Kościół Narodzenia Najświętszej Marii Panny w Bełchatowie           |
| Koncert Noworoczny | Bernadetta Grabias – mezzosopran, Jarosław Domagała – fortepian | 2006 – Miejskie Centrum Kultury w Gostyninie                               |
| Recital arii i pieśni w ramach cyklu Wieczory Muzyczne (dwa koncerty)                                                                    | Bernadetta Grabias – mezzosopran, Michał Grabias – fortepian | 2005 – Sala lustrzana Politechniki w Łodzi                                 |
| Recital arii i pieśni | Bernadetta Grabias – mezzosopran, Michał Grabias – fortepian | 2005 – Sala koncertowa Państwowej Szkoły Muzycznej w Płocku                |
| Recital arii i pieśni w ramach cyklu Wieczory Muzyczne                                                                                   | Bernadetta Grabias – mezzosopran, Ziemowit Wojtczak – baryton, Michał Grabias – fortepian | 2004 – Sala lustrzana Politechniki w Łodzi                                 |
| Recital w ramach VIII Międzynarodowego Letniego Festiwalu Toruń – Muzyka i Architektura                                                  | Aleksandra Okrasa – sopran, Bernadetta Grabias – mezzosopran, Marzena Buchwald-Różyczka – klawesyn | 2004 – Kamienica pod Gwiazdą w Toruniu                                     |
| Recital dyplomowy | Bernadetta Grabias – mezzosopran, Katarzyna Sajdak-Widera – fortepian | 2004 – Sala koncertowa Akademii Muzycznej w Łodzi                          |
| Recital pieśni polskich w ramach cyklu Muzyka na Politechnice                                                                            | Bernadetta Grabias – mezzosopran, Witold Holtz – fortepian | 2004 – Sala lustrzana Politechniki w Łodzi                                 |
| Recital pieśni polskich w ramach cyklu Wieczory Muzyczne                                                                                 | Bernadetta Grabias – mezzosopran, Witold Holtz – fortepian | 2003 – Sala koncertowa Akademii Muzycznej w Łodzi                          |
| Recital pieśni i arii w ramach cyklu Wieczory Muzyczne                                                                                   | Bernadetta Grabias – mezzosopran, Joanna Hajn-Romanowicz – fortepian | 2003 – Sala koncertowa Akademii Muzycznej w Łodzi                          |
| Koncert z cyklu Musica Moderna, Pieśni Jerzego Bauera                                                                                    | Bernadetta Grabias – mezzosopran, Michał Grabias – fortepian | 2003 – Sala koncertowa Akademii Muzycznej w Łodzi                          |
| Recital pieśni L. van Beethovena w ramach sesji W 145 rocznicę śmierci L. van Beethovena                                                 | Bernadetta Grabias – mezzosopran, Joanna Hajn-Romanowicz – fortepian | 2002 – Sala koncertowa Akademii Muzycznej w Łodzi                          |
| Poezja i muzyka, koncert utworów wokalnych Jerzego Bauera                                                                                | Bernadetta Grabias – mezzosopran, Michał Grabias – fortepian | 2002 – Sala koncertowa Akademii Muzycznej w Łodzi                          |
| Koncert laureatów V Międzyuczelnianego Konkursu Wykonawstwa Polskiej Pieśni Artystycznej                                                 | Fortepian – Anna Liszewska | 2001 – Sala Koncertowa Warszawskiej Akademii Muzycznej                     |
| Wiosenny koncert wokalny, recital pieśni z cyklu Muzyka na Politechnice                                                                  | Bernadetta Grabias – mezzosopran, Michał Grabias – fortepian | 2001 – Sala lustrzana Politechniki w Łodzi                                 |
| Stabat Mater, G.B. Pergolesi, wersja z fortepianem                                                                                       | Bernadetta Grabias – partia altowa | 2001 – Ośrodek Duszpasterstwa Środowisk Twórczych                          |
| Wieczór Eweliny, recital pieśni i arii                                                                                                   | Bernadetta Grabias – mezzosopran, Marek Pająk – fortepian | 1999 – Bałucki Ośrodek Muzyczny w Łodzi                                    |

### Repertuar operetkowy i musicalowy(wybrane)
| Kompozytor            | Tytuł |
| --------------------- | --- |
| Leonard Bernstein     | „Tonight” z musicalu „West Side Story” |
| Jerry Bock            | Piosenka Hodel „Być może ktoś…” z musicalu „Fiddler on the Roof” (Skrzypek na dachu) Duet „To świt, to zmrok…” z musicalu „Fiddler on the Roof” (Skrzypek na dachu)                                            |
| George Gershwin       | „Somebody loves me” |
| Irving Gordon         | „Unforgettable” |
| Jerry Herman          | „Hello, Dolly” z musicalu „Hello, Dolly” |
| Dmitrij Kabalewski    | „Серенада Красавицы” z muzyki do słuchowiska radiowego „Дон Кихот” (Don Kichot) |
| Imre Kálmán           | Duet „Był taki cza…” z operetki „Csárdásfürstin” (Księżniczka Czardasza) Duet „Tłumy fraków…” z operetki „Csárdásfürstin” (Księżniczka Czardasza) Czardasz z operetki „Csárdásfürstin” (Księżniczka Czardasza) |
| Franz Lehár           | Aaria Giuditty „Kto me usta…” z operetki „Giuditta” Duet „Usta milczą…” z operetki „Die Lustige Witwe” (Wesoła Wdówka)                                                                                         |
| Frederick Loewe       | Piosenka Elizy „Przetańczyć całą noc” z musicalu „My Fair Lady” |
| Piotr Marczewski      | „Tango Lucy” z musicalu „Ziemia Obiecana” |
| Johann Strauss (syn)  | Duet „Tam karety mkną…” z operetki „Der Zigeunerbaron” (Baron Cygański) |
| Andrew Lloyd Webber   | „Memory” (Wspomnienie) z musicalu „Cats” (Koty) „Amigos para siempre” (Żegnajcie przyjaciele) |
| Pablo Luna (zarzuela) | El Niño Judío (De España vengo) |

## Nagrody i wyróżnienia
- 2008 – Laureatka III nagrody Międzynarodowego Konkursu Muzycznego im. Królowej Elżbiety Belgijskiej w Brukseli[28][29]
- 2008 – Nagroda „Brylant Polski”, dla wyróżniającego się artysty młodego pokolenia (nagrody przyznaje gazeta Dziennik Łódzki)
- 2006 – Półfinał Międzynarodowego Konkursu Śpiewaczego Hansa Gabora „Belvedere” w Wiedniu
- 2005 – Nagroda ZASP im. Schillera za Najlepszy Debiut 2004 roku w „Adrianie Lecouvreur” F. Cilei oraz w „Lukrecji Borgii” G. Donizettiego[9]
- 2004 – Półfinał Międzynarodowego Konkursu Muzycznego im. Królowej Elżbiety Belgijskiej w Brukseli.
- 2002 – Nagroda Specjalna w XXXV Ogólnopolskim Konkursie Młodych Muzyków im. Karola Kurpińskiego we Włoszakowicach
- 2002 – Finał VI Międzynarodowego Konkursu Muzyki Kameralnej im. K. Pendereckiego w Krakowie
- 2001 – Nagroda Specjalna w V Międzyuczelnianym Konkursie Wykonawstwa Polskiej Pieśni Artystycznej w Warszawie (za najlepsze wykonanie pieśni I.J. Paderewskiego)
- 2001 – Wyróżnienie w Międzynarodowym Międzyuczelnianym Konkursie Muzyki Kameralnej im. K. Bacewicza w Łodzi
- (potrzebna informacja o roku) – Nagroda Marszałka Województwa Łódzkiego za szczególne osiągnięcia artystyczne